# Rumania en el Festival de la Canción de Eurovisión 2023
Rumania participó en el LXVII Festival de la Canción de Eurovisión, que se celebró en Liverpool, Reino Unido del 9 al 13 de mayo de 2023, tras la imposibilidad de Ucrania de acoger el concurso por la victoria de Kalush Orchestra con la canción «Stefania». La Societatea Română de Televiziune (TVR) (Sociedad Rumana de Televisión en español), radiodifusora encargada de la participación rumana en el festival, decidió mantener el formato de selección tradicional, organizando la Selecția Națională para elegir a su representante en el concurso eurovisivo.
La final realizado en una sola gala el 11 de febrero de 2023, en la que concursaron 12 finalistas, dio como ganador al cantante de 18 años, Theodor Andrei con la canción en rumano e inglés «D.G.T. (Off and On)».

## Historia de Rumania en el Festival
Rumania es uno de los países de Europa del Este que se fueron uniendo al festival después de la disolución de la Unión Soviética, intentando debutar en 1993 al participar en la eliminatoria «Kvalifikacija za Millstreet», la primera ronda eliminatoria realizada para el festival tras la alta demanda de países que deseaban participar en el concurso, sin embargo no logró clasificar al quedar en 7° lugar, debutando un año después, en 1994. Desde entonces el país ha concursado en 22 ocasiones, siendo su mejor participación en 2005 y en 2010, cuando se colocaron en 3.ª posición con Luminița Anghel & el grupo Sistem con la canción «Let me try» y el dúo de Paula Seling junto a Ovi con el tema «Playing with fire». Así mismo, el país se ha colocado en cuatro ocasiones más dentro de los mejores 10. Desde la introducción de las semifinales en 2004, Rumania se convirtió en uno de los países en siempre clasificar a la gran final hasta su primera eliminación en 2018.
En 2022, el ganador de la Selecția Națională WRS, terminó en 18.ª posición con 65 puntos en la gran final: 53 puntos del televoto (13.º) y 12 del jurado profesional (21.º), con el tema «Llámame».

## Representante para Eurovisión

### Selecția Națională 2023
La Selecția Națională 2023 fue la 21.ª edición de la tradicional final nacional rumana. Después de varios rumores y noticias respecto a una posible retirada del país tras la controversia de los seis jurados nacionales en el festival de Turín 2022, Rumania a través de su televisora TVR confirmó su participación en el Festival de la Canción de Eurovisión 2023 a finales de agosto de 2022. Un mes después, el 10 de noviembre de 2022 la TVR confirmó la organización de la Selecția Națională. Rumania abrió un periodo de recepción de las canciones entre el 14 de noviembre y el 11 de diciembre, recibiendo 85 candidaturas.
El 17 de diciembre de 2022 se anunciaron a los 12 participantes de la preselección, siendo seleccionadas por un panel de expertos conformado por: Mihai Predescu (jefe de delegación); Bogdan Stratula (director de radio y televisión); Sebastien Ferenţ, Alin Vaida, Laura Coroianu y John Varbiu, rostros ligados a la organización de eventos y festivales musicales, y Remus Achim (director del proyecto).
La competencia tuvo un cambio en el sistema de votación respecto a los años anteriores, consistiendo en una sola final con una fase de votación compuesta al 100% por los votos del público, pudiéndose votar a través de llamadas telefónicas y votación en línea. La candidatura que recibió la mayor cantidad de votos fue declarada ganadora y representante de Rumania en Eurovisión.

#### Candidaturas
Si bien los 12 temas participantes fueron anunciados el día 17 de diciembre de 2022, el tema «Statues» fue seleccionado sin tener un intérprete definido. Seis días más tarde, en el sorteo del orden de actuación, la TVR confirmó a Andrei Duţu como el artista seleccionado para el tema. Los temas fueron publicados el 29 de diciembre a través del canal oficial de la TVR en YouTube.
| Artista                                    | Canción (Traducción)                             | Idioma         | Autor(es)                                                                             |
| ------------------------------------------ | ------------------------------------------------ | -------------- | ------------------------------------------------------------------------------------- |
| Adriana Moraru                             | «Faralaes» (Faralaes)                            | Español        | Oana Adriana Moraru                                                                   |
| Aledaida                                   | «Bla Bla Bla» (Bla bla bla)                      | Inglés         | Liam Erixon, Emilija Jokubaitytė, Ellis Sportel, Andrei Mihai                         |
| Amia                                       | «Puppet» (Marioneta)                             | Inglés         | Erin Dăneţ, Cătălina Ioana Oteleanu, Alexia Maria Troaca                              |
| Andrada Popa                               | «No Time For Me» (No hay tiempo para mí)         | Inglés         | Andrada Popa, Ciprian Lemnaru                                                         |
| Andreea D Folclor Orchestra                | «Periniţa Mea» (Mi pequeña chica)                | Rumano         | Silviu Păduraru, Andreea Păduraru                                                     |
| Andrei Duţu                                | «Statues» (Estatuas)                             | Inglés         | Kjetil Mørland, Aidan O'Connor                                                        |
| Deiona                                     | «Call On Me» (Llámame)                           | Inglés         | Erin Dăneţ, Cătălina Ioana Oteleanu, Andreea Ioana Stoica                             |
| JaxMan                                     | «Bad & Cool» (Malo y bueno)                      | Inglés         | Erin Dăneţ, Cătălina Ioana Oteleanu                                                   |
| Maryliss                                   | «Hai Vino» (Vamos)                               | Rumano         | Maria Avramescu                                                                       |
| Ocean Drive                                | «Take You Home» (Llevarte a casa)                | Inglés         | Alin Mihai Dunca, Andrei Glad Condor, Cătălin Peter, Czol Laszlo, David Andrei Dragoș |
| Steven Roho, Gabriella & Formaţia Albatros | «Lele» (Lele)                                    | Inglés         | Alex Rosu, Formația Albatros, Gabriela Lazar                                          |
| Theodor Andrei                             | «D.G.T. (Off and On)» (Dedos (De vez en cuando)) | Rumano, Inglés | Theodor Andrei, Luca De Mezzo, Mikail Jahed, Luca Udățeanu                            |

#### Final
La final tuvo lugar en el Estudio Pangrati en Bucarest el 11 de febrero de 2023, siendo presentado por Ilinca Băcilă y Laurențiu Niculescu. El orden de actuación se decidió por un sorteo el 23 de diciembre de 2022 durante una rueda de prensa. Tras las votaciones, fue declarado ganador el cantante Theodor Andrei con el tema de pop rock «D.G.T. (Off and On)» compuesto por el mismo junto a Luca De Mezzo, Mikail Jahed y Luca Udățeanu, tras recibir un total de 5,230 votos, logrando un poco más de 300 votos de diferencia con el segundo puesto. Así mismo, «D.G.T. (Off and On)» se convirtió en el primer tema en contener el idioma rumano en su letra desde 2015.
| N.º | Artista                                    | Canción               | Televoto | En línea | Total | Lugar |
| --- | ------------------------------------------ | --------------------- | -------- | -------- | ----- | ----- |
| 1   | Deiona                                     | «Call On Me»          | 925      | 953      | 1,878 | 9     |
| 2   | Andrada Popa                               | «No Time For Me»      | 704      | 902      | 1,606 | 10    |
| 3   | Ocean Drive                                | «Take You Home»       | 867      | 602      | 1,469 | 11    |
| 4   | Amia                                       | «Puppet»              | 2,346    | 1,886    | 4,232 | 5     |
| 5   | Andrei Duţu                                | «Statues»             | 2,269    | 2,033    | 4,302 | 3     |
| 6   | Theodor Andrei                             | «D.G.T. (Off and On)» | 2,556    | 2,674    | 5,230 | 1     |
| 7   | Steven Roho, Gabriella & Formaţia Albatros | «Lele»                | 1,626    | 1,231    | 2,857 | 6     |
| 8   | Aledaida                                   | «Bla Bla Bla»         | 2,118    | 2,132    | 4,250 | 4     |
| 9   | Adriana Moraru                             | «Faralaes»            | 510      | 415      | 925   | 12    |
| 10  | Maryliss                                   | «Hai Vino»            | 1,497    | 974      | 2,471 | 7     |
| 11  | JaxMan                                     | «Bad & Cool»          | 1,271    | 1,188    | 2,459 | 8     |
| 12  | Andreea D Folclor Orchestra                | «Periniţa Mea»        | 2,896    | 1,949    | 4,845 | 2     |

## En Eurovisión
De acuerdo a las reglas del festival, todos los concursantes deben iniciar desde las semifinales, a excepción del anfitrión (en este caso, Reino Unido), el ganador del año anterior, Ucrania y el Big Five compuesto por Alemania, España, Francia, Italia y el propio Reino Unido. En el sorteo realizado el 31 de enero de 2023, Rumania fue sorteada en la segunda semifinal del festival. En este mismo sorteo, se determinó que participaría en la primera mitad de la semifinal (posiciones 1-8). Semanas después, ya conocidos los artistas y sus respectivas canciones participantes, la producción del programa dio a conocer el orden de actuación, determinando que el país participaría en la tercera posición, después de Armenia y precediendo a Estonia.

### Semifinal 2
Theodor Andrei tomará parte de los ensayos los días 1 y 4 de mayo así como de los ensayos generales con vestuario de la segunda semifinal los días 10 y 11 de mayo. Rumania se presentará en la posición 3, antes de Estonia y después de Armenia.